# Apex 英雄 M
《Apex 英雄 M》，是一款由Respawn Entertainment和騰訊遊戲旗下光子工作室群共同開發，美商藝電發行的免費手机大逃杀游戏，为《Apex 英雄》的手機移植版本。此遊戲的基本玩法內容與《Apex 英雄》一致，但開發引擎和電腦版不同，手機版採用虛幻引擎4開發。香港和澳門由騰訊遊戲旗下的遊戲品牌Level Infinite代理，台灣則由5X Games代理。
(已下架）

## 遊戲玩法
《Apex 英雄 M》的玩法機制與電腦版的《Apex 英雄》完全一致，游戏以3人小队为单位进行游戏，每局游戏最多有60人，每位玩家可以从16位传奇角色中选择一位进行游戏，每位英雄都有其独特的技能，玩家可以自定义其外观。队伍空投落地后需要寻找武器、弹药及其他装备，小队间互相战斗至最后存活一队为胜。游戏特有复活系统，如有队友死亡，玩家可以在时限内90秒取得阵亡队友的旗帜，并将其携至重生点即可复活队友。同时，游戏也设有较为详细的标记功能，也可进行队伍语音。

### 賽季
| 賽季 | 主題                   | 開始日期       | 全新英雄         | 地圖              |
| ---- | ---------------------- | -------------- | ---------------- | ----------------- |
| 1    | 鼎沸之刻（Prime Time） | 2022年5月17日  | 昲影（Fade）     | 世界邊緣          |
| 1    | 激寒之潮（Cold Snap）  | 2022年6月15日  | 羅芭（Loba）     | 世界邊緣          |
| 2    | 失真（Distortion）     | 2022年7月13日  | 狂響（Rhapsody） | 王者峽谷          |
| 2    | 擊流（Hyperbeat）      | 2022年8月24日  | （Crypto）       | 王者峽谷          |
| 2    | 餘興派對（Aftershow）  | 2022年10月5日  | 不適用           | 王者峽谷          |
| 3    | 至高之人（Champions）  | 2022年10月19日 | 艾許（Ash）      | 世界邊緣 王者峽谷 |
| 3    | 幽冥（Underworld）     | 2022年11月30日 | 亡灵（Revenant） | 世界邊緣 王者峽谷 |
| 4    | 鳶飛戾天（Aspire）     | 2023年2月15日  | （Horizon）      | 世界邊緣 奧林匹斯 |

### 英雄
《Apex 英雄 M》拥有16个英雄。
| 傳奇                  | 類型 |
| --------------------- | ---- |
| 尋血犬（Bloodhound）        |      |
| 直布罗陀（Gibraltar） |      |
| 生命線（Lifeline）          | 辅助 |
| 探路者（Pathfinder）  |      |
| 恶灵（Wraith）        |      |
| 邦加羅爾（Bangalore）         |      |
| 腐蝕（Caustic）           |      |
| 幻象（Mirage）        |      |
| （Octane）            |      |
| 昲影（Fade）          |      |
| 羅芭（Loba）          | 辅助 |
| 狂響（Rhapsody）      | 辅助 |
| （Crypto）            |      |
| 艾許（Ash）           |      |
| 亡灵（Revenant）      |      |
| （Horizon）           |      |

## 發行
2022年3月，美商藝電宣布正式在阿根廷、哥倫比亞、墨西哥、祕魯、印尼、馬來西亞、菲律賓、新加坡、澳洲以及紐西蘭啟動不刪檔測試。
2022年3月17日，美商藝電宣布正式在全球開啟預先註冊活動。
2022年5月19日，5X Games宣布正式獲得台灣地區的代理權。
2023年1月31日，美商藝電宣布由於內容品質未達標準，國際版宣布將於同年5月2日上午7點結束營運，同時關閉了儲值管道。
2023年2月3日，5X Games和Level Infinite在台港澳版遊戲中發表了《致玩家的一封信》公告，公告中表示：「基於《Apex 英雄 M》日前市場上的消息，我們收到了許多玩家的諮詢和疑問，對於大家的問題我們正竭力與合作夥伴溝通中，請大家耐心等待後續的正式公告。」
2023年2月4日，5X Games和Level Infinite宣布台港澳版將於同年2月6日上午11點關閉儲值管道。
2023年2月23日，5X Games和Level Infinite宣布台港澳版將於同年5月1日上午11點結束營運。

## 评价
| 汇总媒体   | 得分        |
| ---------- | ----------- |
| Metacritic | iOS：79/100 |

| 媒体     | 得分 |
| -------- | ---- |
| GameSpot | 7/10 |
| IGN      | 8/10 |

遊戲在正式上線當天，成為60個國家App Store平台上下載量最高的遊戲，包括美國、英國、日本、印度和德國。該遊戲全球首週下載量最高的是美國，其次是印度和巴西。上線首週，營收達到了480萬美元，根據Sensor Tower的數據顯示，美國是消費最多的國家，占總收益的44%（210萬美元），其次是日本和泰國。
上線首月，全球營收達到了700萬美元。上線兩個月，全球營收更是達到了2000萬美元。但隨後全球營收卻呈現下跌趨勢，到了2023年1月，全球營收雖然累積了4000萬美元，但當月的營收卻創下歷史新低，僅有140萬美元 。

## 備註
1. ↑  除中國大陸、俄羅斯、比利時外
2. ↑  除中國大陸、台灣、香港、澳門、俄羅斯外